# Vallée de la Nizonne
Vallée de la Nizonne este o arie protejată (sit de importanță comunitară — SCI) din Franța întinsă pe o suprafață de 3.391 ha, integral pe uscat.

## Localizare
Centrul sitului Vallée de la Nizonne este situat la coordonatele 45°23′47″N 0°15′38″E / 45.39639°N 0.26056°E.

## Înființare
Situl Vallée de la Nizonne a fost declarat arie specială de conservare în baza directivei 92/43 din 1992 referitoare la conservarea habitatelor naturale și a faunei și florei sălbatice pentru a proteja 22 de specii de animale.

## Biodiversitate
Situată în ecoregiunea atlantică, aria protejată conține 14 habitate naturale: Liziere de ierburi înalte hidrofile de câmpie și de nivel montan până la alpin, Păduri aluvionare cu Alnus glutinosa și Fraxinus excelsior (Alno-Padion, Alnion incanae, Salicion albae), Cursuri de apă de la nivel de câmpie la nivel montan, cu vegetație Ranunculion fluitantis și Callitricho-Batrachion, Mlaștini alcaline, Ape puternic oligomezotrofe cu vegetație bentonică cu Chara spp., Lacuri eutrofice naturale cu vegetație de tip Magnopotamion sau Hydrocharition, Formațiuni de Juniperus communis pe lande sau pajiști calcaroase, Pajiști carstice calcaroase sau bazofile, de Alysso-Sedion albi, Pajiști uscate seminaturale și facies de acoperire cu tufișuri pe substraturi calcaroase (Festuco-Brometalia) (* situri importante pentru orhidee), Pajiști cu Molinia pe soluri calcaroase, turboase sau argilos-nămoloase (Molinion caeruleae), Mlaștini calcaroase cu Cladium mariscus și specii de Caricion davallianae, Formațiuni stabile xerotermofile de Buxus sempervirens pe pante stâncoase (Berberidion p.p.), Fânețe de joasă altitudine (Alopecurus pratensis, Sanguisorba officinalis), Peșteri inaccesibile publicului.
La baza desemnării sitului se află mai multe specii protejate:
- mamifere (10): liliac cârn (Barbastella barbastellus), vidră de râu (Lutra lutra), liliac cu aripi lungi (Miniopterus schreibersii), nurcă (Mustela lutreola), liliac cu urechi mari (Myotis bechsteinii), liliac cu urechi de șoarece (Myotis blythii), liliac cărămiziu (Myotis emarginatus), liliac comun (Myotis myotis), liliacul mare cu potcoavă (Rhinolophus ferrumequinum), liliacul mic cu potcoavă (Rhinolophus hipposideros)
- nevertebrate (8): Coenagrion mercuriale, Coenonympha oedippus, fluturele auriu (Euphydryas aurinia), Gomphus graslinii, fluturele purpuriu (Lycaena dispar), Oxygastra curtisii, Phengaris teleius, Vertigo moulinsiana
- pești (3): zglăvoacă (Cottus gobio), Cottus perifretum, cicar (Lampetra planeri)
- reptile (1): țestoasa de baltă (Emys orbicularis)

Pe lângă speciile protejate, pe teritoriul sitului au mai fost identificate 2 specii de plante, 1 specie de păsări.